# 梅瑟肯哈根
梅瑟肯哈根（德語：Mesekenhagen）是德国梅克伦堡-前波美拉尼亚州的市镇，隶属于前波美拉尼亚-格赖夫斯瓦尔德县。总面积为25.52平方千米，截至2023年12月31日总人口为1,056人。